# Iran na Letnich Igrzyskach Olimpijskich 1976
Iran na Letnich Igrzyskach Olimpijskich 1976 reprezentowało 84 zawodników. Był to dziewiąty start reprezentacji Iranu na letnich igrzyskach olimpijskich. Sportowcy Iranu zdobyli jeden srebrny i jeden brązowy medal.
Najmłodszym reprezentantem Iranu na tych igrzyskach był 19-letni bokser – Behzad Ghaedi, zaś najstarszym 38-letni strzelec – Houshang Ghazvini.

## Skład reprezentacji

### Boks
- Sayed Bashiri – Waga papierowa (48 kg) – 17. miejsce
- Behzad Ghaedi – Waga piórkowa (57 kg) – 9. miejsce
- Parviz Bahmani – Waga lekka (60 kg) – 9. miejsce
- Ali Bahri Khomani – Waga półśrednia (67 kg) – 28. miejsce
- Mohamed Azar Hazin – Waga lekkośrednia (71 kg) – 9. miejsce
- Parviz Badpa – Waga ciężka (81 kg) – 9. miejsce

### Kolarstwo
- Mohamed Ali Acha-Cheloi – Wyścig indywidualny ze startu wspólnego mężczyzn – nie ukończył
- Hassan Aryanfar – Wyścig indywidualny ze startu wspólnego mężczyzn – nie ukończył
- Asghar Khodayari – Wyścig indywidualny ze startu wspólnego mężczyzn – nie ukończył
- Mahmoud Delshad – Wyścig indywidualny ze startu wspólnego mężczyzn – nie ukończył
- Asghar Khodayari, Hassan Aryanfar, Khosro Haghgosha, Gholam Hossein Koohi  – Drużynowa jazda na czas mężczyzn – 24. miejsce
- Masoud Mobaraki – 1 km na czas mężczyzn – 25. miejsce
- Gholam Hossein Koohi – Wyścig indywidualny na dochodzenie mężczyzn – nie ukończył (w kwalifikacjach)

### Lekkoatletyka
- Ayoub Bodaghi – 100 m. mężczyzn – 7. miejsce w kwalifikacjach, 200 m. mężczyzn - 6. miejsce w kwalifikacjach
- Hossein Rabbi – 5000 m. mężczyzn – 10 miejsce w kwalifikacjach, 10.000 m. mężczyzn - 13. miejsce w kwalifikacjach
- Teymour Ghiassi – Skok wzwyż mężczyzn – 22. miejsce
- Salman Hessam – Rzut dyskiem mężczyzn – 28. miejsce

### Piłka nożna
- Nasrollah Abdollahi, Andranik Eskandarijan, Ebrahim Ghassempour, Nasser Hejazi, Ghafour Jahani, Ali Reza Khorshidi, Gholam Mazloomi, Sahameddin Mir Fakhraie, Hassan Nayebagha, Hassan Nazari, Nasser Nouraie, Ali Parvin, Parviz Qelichkhani, Hassan Roshan, Bijan Zolfaghar Nasab – turniej mężczyzn – 5. miejsce (ćwierćfinał)

### Piłka wodna
- Firouz Abdul Mohammadian, Jahangir Tavakoli, Haydar Shonjani, Ahmed Paidayesh, Darioush Mohammadi, Bahram Tavakoli, Kamran Firouzpour, Manouchehr Parchami-Araghi, Hussain Nassim, Abdul Reza Majdpour, Ahmed Yaghoti – turniej mężczyzn – 12. miejsce

### Podnoszenie ciężarów
- Mohammad Nasiri – Waga musza – 3. miejsce (brązowy medal)
- Fazlollah Dehkhoda – Waga kogucia – 8. miejsce
- Feyzollah Nasseri – Waga kogucia – 10. miejsce
- Davoud Maleki – Waga piórkowa – 6. miejsce
- Mehdi Attar Ashrafi – Waga średnia – 13. miejsce
- Houshang Kargarnejad – Waga ciężka – 17. miejsce
- Ali Valli – Waga ciężka – Nie zajął żadnego miejsca

### Strzelectwo
- Mohammad Alidjani-Momer – Trap – 41. miejsce
- Houshang Ghazvini – Trap – 43. miejsce
- Esfandiar Lari – Skeet – 54. miejsce
- Kamil Ja'fari – Skeet – 62. miejsce

### Szermierka
- Hossein Niknam, Sarkis Assatourian, Ali Asghar Pashapour-Alamdari, Ahmed Akbari – Floret drużynowo mężczyzn – 9. miejsce
- Abdul Hamid Fathi, Ahmed Eskandarpour, Ahmed Akbari, Ismail Pashapour-Alamdari – Szabla drużynowo mężczyzn – 9. miejsce
- Sarkis Assatourian, Iraj Dastgerdi, Ali Asghar Pashapour-Alamdari, Esfandihar Zarnegar – Szpada drużynowo mężczyzn – 11. miejsce
- Mariam Atchak, Mahvash Shafaie, Jhila Al-Masi, Gitty Moheban – Floret drużynowo kobiet – 9. miejsce
- Hossein Niknam – floret mężczyzn – 33. miejsce
- Ahmed Akbari – floret mężczyzn – 38. miejsce
- Ali Asghar Pashapour-Alamdari – floret mężczyzn – 38. miejsce
- Sarkis Assatourian – szpada mężczyzn – 32. miejsce
- Iraj Dastgerdi – szpada mężczyzn – 49. miejsce
- Esfandihar Zarnegar – szpada mężczyzn – 58. miejsce
- Ismail Pashapour-Alamdari – szabla mężczyzn – 34. miejsce
- Ahmed Eskandarpour – szabla mężczyzn – 37. miejsce
- Abdul Hamid Fathi – szabla mężczyzn – 43. miejsce
- Jhila Al-Masi – floret kobiet – 37. miejsce
- Gitty Moheban – floret kobiet – 42. miejsce
- Mahvash Shafaie – floret kobiet – 45. miejsce

### Zapasy
- Chalil Raszid Mohammadzade – Styl klasyczny - Waga papierowa – 8. miejsce
- Morad Ali Szirani – Styl klasyczny - Waga musza – 6. miejsce
- Gholam Reza Ghassab – Styl klasyczny - Waga piórkowa – Odpadł w eliminacjach
- Dżafar Alizade – Styl klasyczny - Waga lekka – Odpadł w eliminacjach
- Huszang Montazeralzohur – Styl klasyczny - Waga średnia – Odpadł w eliminacjach
- Haszem Kolahi – Styl klasyczny - Waga półciężka – Odpadł w eliminacjach
- Bahram Mosztaghi – Styl klasyczny - Waga ciężka – Odpadł w eliminacjach
- Sobhan Rouhi – Styl wolny - Waga papierowa – Odpadł w eliminacjach
- Habib Fattahi – Styl wolny - Waga musza – Odpadł w eliminacjach
- Ramezan Cheder – Styl wolny - Waga kogucia – 5. miejsce
- Mohsen Farahwasz – Styl wolny - Waga piórkowa – 4. miejsce
- Mohammad Reza Nawaji – Styl wolny - Waga lekka – Odpadł w eliminacjach
- Mansur Barzegar – Styl wolny - Waga lekko-półśrednia – 2. miejsce (srebrny medal)
- Mohammad Hasan Mohebbi – Styl wolny - Waga średnia – Odpadł w eliminacjach
- Ali Reza Solejmani – Styl wolny - Waga półciężka – Odpadł w eliminacjach
- Reza Sokhtesaraie – Styl wolny - Waga ciężka – Odpadł w eliminacjach
- Moslem Eskandar Filabi – Styl wolny - Waga superciężka – 7. miejsce